# Vera (film, 2022)
Pour les articles homonymes, voir Vera.
Pour plus de détails, voir Fiche technique et Distribution.
Vera est un documentaire dramatique italo-autrichien réalisé par Tizza Covi et Rainer Frimmel, sorti en 2022.

## Synopsis
Vera, la fille de Giuliano Gemma, vedette du western spaghetti, mène une vie fastueuse et superficielle dans l'ombre de son père. Sa vie prend un tournant inattendu lorsqu'elle blesse un enfant dans un accident de voiture.

## Fiche technique
- Titre français : Vera[1]
- Titre original : Vera[2],[3]
- Réalisation : Tizza Covi, Rainer Frimmel
- Scénario : Tizza Covi
- Photographie : Rainer Frimmel
- Montage : Tizza Covi
- Musique : Florian Benzer, Michael Pogo Kreiner
- Production : Tizza Covi, Rainer Frimmel
- Société de production : Vento Film
- Pays de production :  Italie -  Autriche
- Langue originale : italien
- Format : couleurs - 1,66:1 - Son mono - 16 mm
- Genre : documentaire dramatique
- Durée : 115 minutes
- Dates de sortie : 
  - Italie : 31 août 2022 (Mostra de Venise 2022) ; 23 mars 2023 (sortie nationale)
  - Autriche : 20 octobre 2022 (Festival du film de Vienne) ; 6 janvier 2023 (sortie nationale)
  - France : 11 décembre 2022 (Les Arcs Film Festival) ; 23 août 2023 (sortie nationale)

## Distribution
- Vera Gemma : Vera
- Asia Argento : Asia
- Giuliana Gemma : Giuliana
- Alessandra Di Sanzo : Alessandra
- Daniel De Palma : Daniel
- Sebastian Dascalu : Daniel
- Walter Saabel : Walter
- Gennaro Lilio : Gennaro
- Annamaria Ciancamerla : Grand-mère
- Orazio Di Virgilio : Propriétaire de l'atelier
- Luca Ragazzi : Directeur d'audition 1
- Ivan Bellavista : Directeur d'audition 2

## Production
Tizza Covi a rencontré l'actrice Vera Gemma lors d'un spectacle de cirque pendant le tournage du film Mister Universo,. La plupart des personnes de l'entourage de Vera dans le film sont également des personnes de référence de la vraie Vera Gemma.
Outre l'histoire de la vie de Vera Gemma, le thème de la fraude à l'assurance est également intégré au film. Par rapport aux autres films du duo de réalisateurs, celui-ci est davantage fictionnalisé.
Les acteurs non professionnels ont été recrutés dans l'entourage de l'église et du club de football de la banlieue romaine de San Basilio.

### Tournage
Le tournage s'est déroulé sur 42 jours, d'août à décembre 2021, à Rome. Initialement prévu pour mars 2020, le tournage a été reporté en raison de la pandémie de Covid-19.
La production a été soutenue par l'Österreichisches Filminstitut, le Filmfonds Wien et la ville de Vienne. La radio autrichienne y a participé. Le film a été produit par Vento Film Productions GmbH (producteurs Tizza Covi et Rainer Frimmel).
La photographie est de Rainer Frimmel, le montage et le son original est de Tizza Covi. La conception sonore a été réalisée par Manuel Grandpierre.